# Бартрамія Галлера
Бартрамія Галлера (Bartramia halleriana) — вид мохів порядку Bartramiales.

## Поширення
Батьківщиною є Європа, Північна Америка, Південна Америка, Азія, Австралія, Нова Зеландія.
Населяє ущелини затінених скель, виходи скель у вологих лісах; помірні висоти (200–500 м).

## Галерея

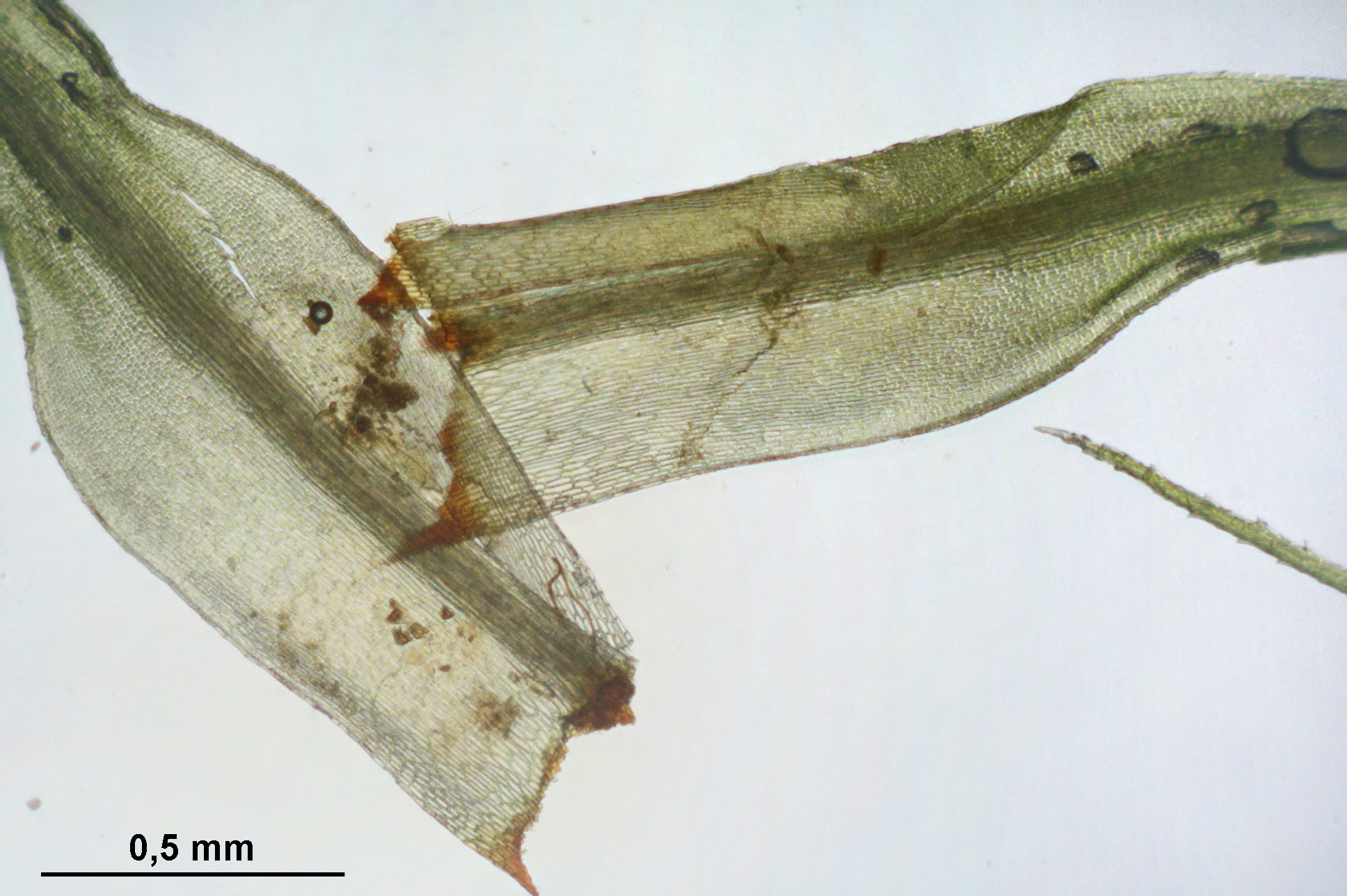
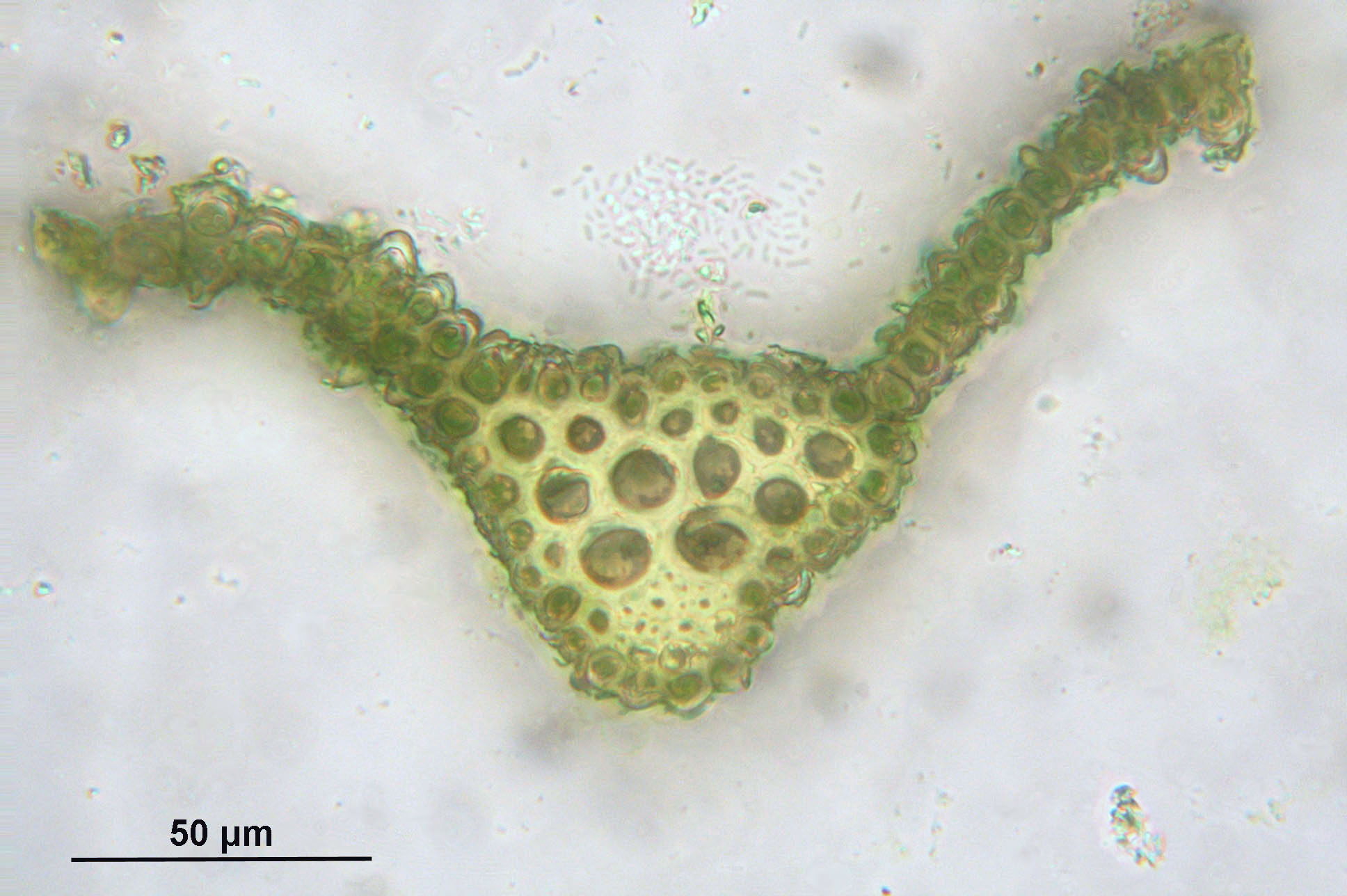

## Характеристика
Рослини в нещільних або щільних пучках, від зеленувато-жовтувато-коричневого кольору. Стебла 15 см. Листки хрусткі в сухому стані, прямовисно-розпростерті чи іноді однобокі у вологому стані, від вузько-ланцетних до лінійних 4–7 мм; верхівка довго-шилувата. Коробочкові ніжки 0.2(0.8) см, зігнуті. Коробочка похила, від кулястої до грушоподібної, асиметрична, 1.5(2.5) мм. Спори 15–24 мкм.